# Aneilema pomeridianum
Aneilema pomeridianum là một loài thực vật có hoa trong họ Commelinaceae. Loài này được Stanf. & Brenan mô tả khoa học đầu tiên năm 1961.